# Volker Herbst
Volker Herbst (* 18. August 1944 in Bautzen) ist ein ehemaliger deutscher Badmintonspieler.

## Sportliche Karriere
Er erlebte die gesamten 33 Jahre des Bestehens des Federball-Verbandes der DDR als aktiver Spieler.  Insgesamt gewann er 61 Medaillen bei DDR-Meisterschaften. 
Seinen ersten Titel erkämpfte er sich bei den DDR-Juniorenmeisterschaften 1961 im Herrendoppel mit Gerd Hachmeister. Seinen größten Erfolg bei den Erwachsenen feierte er mit dem Gewinn  des Meistertitels 1968 im Mixed mit seiner Schwester Beate Herbst. Im gleichen Jahr wurde er auch Vizemeister im Herrendoppel mit seinem langjährigen Stamm-Doppelpartner Gerd Pigola.
1973 erkämpften beide ebenfalls Silber.
Volker Herbst lebt auch heute noch in Leipzig.

## Erfolge
| Saison    | Veranstaltung                           | Disziplin      | Platz | Name |
| --------- | --------------------------------------- | -------------- | ----- | --- |
| 1959/1960 | DDR-Bestenermittlung AK 16/17           | Herreneinzel   | 3     | Volker Herbst (DHfK Leipzig) |
| 1959/1960 | DDR-Bestenermittlung AK 16/17           | Mixed          | 3     | Volker Herbst / Karin Horn (DHfK Leipzig) |
| 1959/1960 | DDR-Bestenermittlung AK 16/17           | Herrendoppel   | 3     | Frank Fache / Volker Herbst (Aktivist Zipsendorf / DHfK Leipzig) |
| 1960/1961 | DDR-Einzelmeisterschaft AK 16/17        | Mixed          | 1     | Volker Herbst / Brigitte Rudolph (DHfK Leipzig) |
| 1960/1961 | DDR-Einzelmeisterschaft AK 16/17        | Herrendoppel   | 1     | Gerd Hachmeister / Volker Herbst (DHfK Leipzig) |
| 1960/1961 | DDR-Mannschaftspokal Jugend (FDJ-Pokal) | Mannschaft     | 1     | DHfK Leipzig (Volker Herbst, Beate Herbst, Hachmeister, Horn) |
| 1960/1961 | DDR-Einzelmeisterschaft AK 16/17        | Herreneinzel   | 2     | Volker Herbst (DHfK Leipzig) |
| 1961/1962 | DDR-Einzelmeisterschaft AK 16/17        | Herrendoppel   | 3     | Lutz Müller / Volker Herbst (DHfK Leipzig) |
| 1961/1962 | DDR-Einzelmeisterschaft AK 16/17        | Mixed          | 1     | Volker Herbst / Sabine Neye (DHfK Leipzig) |
| 1962/1963 | DDR-Einzelmeisterschaft AK 16/17        | Herrendoppel   | 1     | Volker Herbst / Klaus Müller (DHfK Leipzig) |
| 1962/1963 | DDR-Einzelmeisterschaft AK 16/17        | Mixed          | 1     | Volker Herbst / Margit Pitzke (DHfK Leipzig) |
| 1962/1963 | DDR-Mannschaftsmeisterschaft Jugend     | Mannschaft     | 1     | DHfK Leipzig (Volker Herbst, Lutz Müller, Margit Pitzke, Marianne Döhler, Dagmar Herbst, Binder, Wendler)                                                                                               |
| 1962/1963 | DDR-Einzelmeisterschaft AK 16/17        | Herreneinzel   | 2     | Volker Herbst (DHfK Leipzig) |
| 1965/1966 | DDR-Mannschaftsmeisterschaft            | Mannschaft     | 2     | DHfK Leipzig (Volker Herbst, Gerd Hachmeister, Bernd Hachmeister, Reinhard Stobbe, Bernd Lawrenz, Norbert Skonetzki, Beate Herbst, Marianne Döbler, Dagmar Herbst)                                      |
| 1965/1966 | DDR-Meisterschaft                       | Herrendoppel   | 3     | Norbert Skonetzki / Volker Herbst (DHfK Leipzig) |
| 1966/1967 | DDR-Meisterschaft                       | Herrendoppel   | 3     | Gerd Pigola / Volker Herbst (DHfK Leipzig) |
| 1967/1968 | DDR-Meisterschaft                       | Herrendoppel   | 2     | Gerd Pigola / Volker Herbst (DHfK Leipzig) |
| 1967/1968 | DDR-Mannschaftsmeisterschaft            | Mannschaft     | 3     | DHfK Leipzig (Volker Herbst, Gerd Pigola, Bernd Hachmeister, Gerd Hachmeister, Joachim Gerhardt, Frank Geißler, Beate Herbst, Christa Neitzsch, Dagmar Herbst-Pigola, Marianne Döhler, Petra Kabisch)   |
| 1967/1968 | DDR-Meisterschaft                       | Mixed          | 1     | Volker Herbst / Beate Herbst (DHfK Leipzig) |
| 1967/1968 | Silberner Federball                     | Mixed          | 1     | Volker Herbst / Beate Herbst (DHfK Leipzig) |
| 1968/1969 | DDR-Meisterschaft                       | Herrendoppel   | 3     | Volker Herbst / Gerd Pigola (DHfK Leipzig) |
| 1968/1969 | DDR-Mannschaftsmeisterschaft            | Mannschaft     | 2     | DHfK Leipzig (Volker Herbst, Gerd Pigola, Bernd Hachmeister, Gerd Hachmeister, Joachim Gebhardt, Frank Geißler, Beate Herbst, Dagmar Pigola, Marianne Döhler, Petra Kabisch)                            |
| 1969/1970 | Silberner Federball                     | Herrendoppel   | 1     | Volker Herbst / Gerd Pigola (DHfK Leipzig) |
| 1969/1970 | DDR-Meisterschaft                       | Mixed          | 3     | Volker Herbst / Beate Herbst (DHfK Leipzig) |
| 1969/1970 | DDR-Meisterschaft                       | Herrendoppel   | 3     | Gerd Pigola / Volker Herbst (DHfK Leipzig) |
| 1969/1970 | DDR-Mannschaftsmeisterschaft            | Mannschaft     | 2     | DHfK Leipzig (Gerd Pigola, Volker Herbst, Gerd Hachmeister, Frank Geißler, Christel Sommer, Beate Herbst, Dagmar Pigola)                                                                                |
| 1970/1971 | DDR-Mannschaftsmeisterschaft            | Mannschaft     | 3     | DHfK Leipzig (Gerd Pigola, Joachim Gerhardt, Volker Herbst, Gerd Hachmeister, Bernd Hachmeister, Christel Sommer, Beate Herbst)                                                                         |
| 1970/1971 | DDR-Meisterschaft                       | Herrendoppel   | 3     | Volker Herbst / Gerd Pigola (DHfK Leipzig) |
| 1971/1972 | DDR-Meisterschaft                       | Herreneinzel   | 3     | Volker Herbst (DHfK Leipzig) |
| 1971/1972 | DDR-Mannschaftsmeisterschaft            | Mannschaft     | 3     | DHfK Leipzig (Gerd Pigola, Volker Herbst, Wolfgang Böttcher, Jürgen Richter, Frank Geißler, Beate Herbst, Monika Brehmer, Christel Sommer, Helga Pöschel)                                               |
| 1971/1972 | DDR-Meisterschaft                       | Herrendoppel   | 3     | Volker Herbst / Gerd Pigola (DHfK Leipzig) |
| 1972/1973 | DDR-Mannschaftsmeisterschaft            | Mannschaft     | 3     | DHfK Leipzig (Gerd Pigola, Volker Herbst, Wolfgang Böttcher, Jürgen Richter, Bernd Brösdorf, Frank Geißler, Joachim Gerhardt, Hachmeister, Christel Sommer, Helga Pöschel, Beate Herbst, Helga Pöschel) |
| 1972/1973 | DDR-Meisterschaft                       | Herrendoppel   | 2     | Volker Herbst / Gerd Pigola (DHfK Leipzig) |
| 1973/1974 | DDR-Mannschaftsmeisterschaft            | Mannschaft     | 3     | DHfK Leipzig (Gerd Pigola, Volker Herbst, Wolfgang Böttcher, Bernd Brösdorf, Peter Rebel, Beate Herbst, Christel Sommer)                                                                                |
| 1973/1974 | DDR-Meisterschaft                       | Herrendoppel   | 3     | Volker Herbst / Gerd Pigola (DHfK Leipzig) |
| 1974/1975 | DDR-Studentenmeisterschaft              | Herreneinzel   | 2     | Volker Herbst (FSFW Gotha) |
| 1974/1975 | DDR-Mannschaftsmeisterschaft            | Mannschaft     | 3     | DHfK Leipzig (Wolfgang Böttcher, Gerd Pigola, Jürgen Richter, Volker Herbst, Bernd Brösdorf, Ralph Schieck, Peter Rebel, Beate Herbst, Christel Sommer)                                                 |
| 1974/1975 | DDR-Studentenmeisterschaft              | Mixed          | 3     | Volker Herbst / Ulrike Hädicke (KMU Leipzig / HSB Leipzig) |
| 1975/1976 | DDR-Meisterschaft                       | Herrendoppel   | 3     | Matthias Röder / Volker Herbst (DHfK Leipzig) |
| 1975/1976 | DDR-Mannschaftsmeisterschaft            | Mannschaft     | 2     | DHfK Leipzig (Wolfgang Böttcher, Gerd Pigola, Jürgen Richter, Volker Herbst, Matthias Röder, Manfred Blauhut, Christel Sommer, Beate Herbst)                                                            |
| 1976/1977 | DDR-Meisterschaft                       | Herrendoppel   | 3     | Volker Herbst / Gerd Pigola (DHfK Leipzig) |
| 1976/1977 | DDR-Studentenmeisterschaft              | Herreneinzel   | 3     | Volker Herbst (FS Finanzen Gotha - DHfK Leipzig) |
| 1976/1977 | DDR-Studentenmeisterschaft              | Mixed          | 1     | Volker Herbst / Birgit Harder (FS Finanzen Gotha - DHfK Leipzig / DHfK Leipzig) |
| 1976/1977 | DDR-Meisterschaft                       | Mixed          | 3     | Volker Herbst / Christel Sommer (DHfK Leipzig) |
| 1976/1977 | Silberner Federball                     | Herreneinzel B | 1     | Volker Herbst (DHfK Leipzig) |
| 1976/1977 | DDR-Studentenmeisterschaft              | Herrendoppel   | 1     | Volker Herbst / Gerd Herget (FS Finanzen Gotha / TH Karl Marx Stadt - Fortschritt Hohenstein-Ernstthal)                                                                                                 |
| 1977/1978 | DDR-Mannschaftsmeisterschaft            | Mannschaft     | 3     | DHfK Leipzig (Jürgen Richter, Volker Herbst, Gerd Pigola, Manfred Blauhut, Matthias Röder, Christel Sommer, Beate Herbst, Rena Eckart)                                                                  |
| 1978/1979 | Silberner Federball                     | Mixed          | 1     | Volker Herbst / Christel Sommer (DHfK Leipzig) |
| 1978/1979 | Silberner Federball                     | Herrendoppel   | 1     | Volker Herbst / Gerd Pigola (DHfK Leipzig) |
| 1978/1979 | DDR-Mannschaftsmeisterschaft            | Mannschaft     | 3     | DHfK Leipzig (Jürgen Richter, Gerd Pigola, Volker Herbst, Matthias Röder, Manfred Blauhut, Christel Sommer, Beate Herbst, Rena Eckart, Birgit Harder)                                                   |
| 1980/1981 | DDR-Seniorenmeisterschaft AKI           | Mixed          | 2     | Volker Herbst / Dagmar Pigola (DHfK Leipzig) |
| 1980/1981 | DDR-Seniorenmeisterschaft AKI           | Herrendoppel   | 1     | Volker Herbst / Gerd Pigola (Leipzig) |
| 1981/1982 | DDR-Seniorenmeisterschaft AKI           | Herrendoppel   | 1     | Volker Herbst / Gerd Pigola (DHfK Leipzig) |
| 1981/1982 | DDR-Seniorenmeisterschaft AKI           | Mixed          | 3     | Volker Herbst / Dagmar Pigola (DHfK Leipzig) |
| 1982/1983 | DDR-Seniorenmeisterschaft AKI           | Herrendoppel   | 1     | Volker Herbst / Gerd Pigola (DHfK Leipzig) |
| 1982/1983 | DDR-Seniorenmeisterschaft AKI           | Mixed          | 2     | Volker Herbst / Gerd Pigola (DHfK Leipzig) |
| 1983/1984 | DDR-Seniorenmeisterschaft AKI           | Herrendoppel   | 1     | Volker Herbst / Gerd Pigola (DHfK Leipzig) |
| 1983/1984 | Silberner Federball                     | Herrendoppel   | 3     | Volker Herbst / Gerd Pigola (DHfK Leipzig) |
| 1983/1984 | Silberner Federball                     | Herreneinzel   | 3     | Volker Herbst (DHfK Leipzig) |
| 1984/1985 | DDR-Seniorenmeisterschaft AKI           | Herrendoppel   | 1     | Gerd Pigola / Volker Herbst (DHfK Leipzig) |
| 1985/1986 | DDR-Seniorenmeisterschaft AKI           | Herreneinzel   | 3     | Volker Herbst (DHfK Leipzig) |
| 1985/1986 | DDR-Seniorenmeisterschaft AKI           | Herrendoppel   | 3     | Volker Herbst / Gerd Pigola (DHfK Leipzig) |
| 1986/1987 | DDR-Seniorenmeisterschaft AKI           | Mixed          | 3     | Volker Herbst / Dagmar Pigola (DHfK Leipzig) |
| 1986/1987 | DDR-Seniorenmeisterschaft AKI           | Herrendoppel   | 3     | Volker Herbst / Gerd Pigola (DHfK Leipzig) |
| 1986/1987 | DDR-Seniorenmeisterschaft AKI           | Herreneinzel   | 3     | Volker Herbst (DHfK Leipzig) |
| 1987/1988 | DDR-Seniorenmeisterschaft AKII          | Herreneinzel   | 3     | Volker Herbst (DHfK Leipzig) |
| 1987/1988 | DDR-Seniorenmeisterschaft AKII          | Herrendoppel   | 1     | Volker Herbst / Gerd Pigola (DHfK Leipzig) |
| 1988/1989 | DDR-Seniorenmeisterschaft AKII          | Herreneinzel   | 3     | Volker Herbst (DHfK Leipzig) |